# 86 до н. е.

## Події
- 1 березня — Римський полководець Сулла взяв штурмом і пограбував Афіни. Наступні перемоги Сули над понтійським царем Мітрідатом привели до повного підкорення Греції Риму
- Битва при Херонеї

## Народились
- Гай Саллюстій — римський політик, історик.
- Фавст Корнелій Сулла — політичний та військовий діяч Римської республіки.
- Марк Ліциній Красс — політичний та військовий діяч Римської республіки, соратник Юлія Цезаря.

## Померли
- Гай Марій — римський полководець і політичний діяч, керівник популярів, який сім разів був обраний у консули.
- Си́ма Цянь — китайський історик («батько китайської історіографії») і письменник.